# شهرستان مارینسکی
شهرستان مارینسکی (به لاتین: Mariinsky District) یک شهرستان در روسیه است که در استان کمروو واقع شده‌است.